# Дун Бинь
Дун Бинь (кит. упр. 董斌, пиньинь Dǒng Bīn; род. 22 ноября 1988) — китайский легкоатлет, чемпион Азии и призёр Азиатских игр.
Родился в 1988 году в Чанша провинции Хунань. В 2010 году выиграл чемпионат Азии в помещении. В 2012 году вновь выиграл чемпионат Азии в помещении, но на Олимпийских играх в Лондоне стал лишь 10-м. В 2014 году завоевал серебряную медаль Азиатских игр.